# Basel-probléma
A matematikában a Basel-probléma az analízis egy híres problémája, melyet Pietro Mengoli (1626–1686) olasz matematikus vetett fel 1644-ben, és Leonhard Euler (1707–1786) svájci matematikus oldott meg először 1735-ben.
A problémát Euler általánosította, és az ötlet alapján Bernhard Riemann (1826–1866) német matematikus definiálta a zéta-függvényt (Riemann-féle zéta-függvény), és levezette alapvető tulajdonságait.
A problémát azért hívják „Basel”-nek, mert első megoldója, Euler, itt született, valamint a nevezetes Bernoulli család is innen származik, akik nem tudtak megbirkózni ezzel a problémával.
Az alapvető kérdés az volt, hogy vajon a
{\displaystyle \sum _{n=1}^{\infty }{\frac {1}{n^{2}}}}
kifejezés konvergens, és ha igen, akkor mi az értéke?
Ha sorbafejtjük, akkor a
{\displaystyle \sum _{n=1}^{\infty }{\frac {1}{n^{2}}}=\lim _{n\to +\infty }\left({\frac {1}{1^{2}}}+{\frac {1}{2^{2}}}+\cdots +{\frac {1}{n^{2}}}\right)}
végtelen sort kapjuk a természetes számok négyzetei reciprokainak összegére, melynek közelítő értéke: 1,644934.
A Basel-probléma azt kérdezi, hogy létezik-e egy zárt formula a kifejezésre, és mennyi az egzakt érték.
Euler megtalálta a pontos értéket: {\displaystyle {\frac {\pi ^{2}}{6}}}, és levezette az eredményt 1735-ben. A szigorúan precíz bizonyítást 1741-ben publikálta.
Utána még számos matematikus foglalkozott a témával, és produkált különféle bizonyításokat.

## Euler megoldása
Euler eredeti levezetése igazolást igényelt. Ez meg is történt 100 évvel később, amikor Weierstrass bebizonyította Euler levezetését (Weierstrass-féle faktorizációs tétel).
Kövessük Euler gondolatmenetét:
A szinusz függvény Taylor-sora:
{\displaystyle \sin(x)=x-{\frac {x^{3}}{3!}}+{\frac {x^{5}}{5!}}-{\frac {x^{7}}{7!}}+\cdots .}
x-szel elosztva mindkét oldalt:
{\displaystyle {\frac {\sin(x)}{x}}=1-{\frac {x^{2}}{3!}}+{\frac {x^{4}}{5!}}-{\frac {x^{6}}{7!}}+\cdots .}
A sin(x)/x (sinc-függvény) az x tengely metszésénél {\displaystyle x=n\cdot \pi } ahol {\displaystyle n=\pm 1,\pm 2,\pm 3,\dots \,.}
Tegyük fel, hogy ezt a végtelen sort ki tudjuk fejezni lineáris tényezők szorzataként, figyelembe véve x zéró helyeit, ahogy véges polinomok esetén tesszük:
{\displaystyle {\begin{aligned}{\frac {\sin(x)}{x}}&{}=\left(1-{\frac {x}{\pi }}\right)\left(1+{\frac {x}{\pi }}\right)\left(1-{\frac {x}{2\pi }}\right)\left(1+{\frac {x}{2\pi }}\right)\left(1-{\frac {x}{3\pi }}\right)\left(1+{\frac {x}{3\pi }}\right)\cdots \\&{}=\left(1-{\frac {x^{2}}{\pi ^{2}}}\right)\left(1-{\frac {x^{2}}{4\pi ^{2}}}\right)\left(1-{\frac {x^{2}}{9\pi ^{2}}}\right)\cdots .\end{aligned}}}
Ha kiszorozzuk és felírjuk az x2 tényezőket, akkor a sin(x)/x x2-es tényezőire kapjuk:
{\displaystyle -\left({\frac {1}{\pi ^{2}}}+{\frac {1}{4\pi ^{2}}}+{\frac {1}{9\pi ^{2}}}+\cdots \right)=-{\frac {1}{\pi ^{2}}}\sum _{n=1}^{\infty }{\frac {1}{n^{2}}}.}
mivel az eredeti végtelen sorban az x2 együtthatója: -1/(3!) = -1/6, a két együtthatónak egyenlőnek kell lenni, és így:
{\displaystyle -{\frac {1}{6}}=-{\frac {1}{\pi ^{2}}}\sum _{n=1}^{\infty }{\frac {1}{n^{2}}}.}
Mindkét oldalt megszorozva {\displaystyle -\pi ^{2}}-tel, kapjuk a végeredményt
{\displaystyle \sum _{n=1}^{\infty }{\frac {1}{n^{2}}}={\frac {\pi ^{2}}{6}}.}